# Suimri Begum
Suimri Begum, efter sitt dop formellt Joanna Nobilis Sombre, född som Farzana Zeb un-Nissa 1753, död 1836 var regerande furstinna av Sardhana mellan 1778 och 1836.

## Biografi
Suimri Begum föddes som Farzana Zeb un-Nissa i Kutana i Meerut i Indien. Hon var som mycket ung verksam som Nautch-dansös och kurtisan. Hon blev tidigt älskarinna eller hustru till den europeiska legosoldaten Walter Reinhardt Sombre, som var ledare av sin egen legoarmé och som så småningom grundade sitt eget furstendöme Sardhana.
Walter Reinhardt Sombre avled 1778. Suimri Begum övertog då hans legoarmé, och därmed även hans furstendöme. Initialt var hon regent som förmyndare för sin makes omyndige son Musffard ad-Daula Zafar Nab Han (Aloyis Balthasaar Reinhard). Hennes styvson avled före sin myndighetsförklaring, och Suimri Begum blev då monark i eget namn i Sardhana. Hon utropade sig år 1803 till drottning (rani).
Suimri Begum konverterade år 1781 till katolicismen och fick vid dopet namnet Joanna Nobilis Sombre, men fortsatte vara känd som Suimri Begum. Hon har beskrivits som Indiens enda katolska monark. Hon var en betydande regent i sin tids politiska liv och deltog i händelserna kring Moguls fall, Maratharikets uppgång och britternas etablering. Hon deltog själv i sin stats krigföring som befäl i spetsen för sina arméer och utvidgade sin stats territorier.
Inrikespolitiskt utvecklade hon jordbruket i Sardhana, använde militären till att upprätthålla lag och ordning och en effektiv administration och hålla banditgäng borta istället för att plundra grannstaterna, vilket annars var normalt bland de indiska småstaterna, och gjorde sin stat känd som en blomstrande ö av välstånd bland fattiga grannterritorier. Hon regerade i 58 år, och framstod som en av det dåtida Indiens mer betydande monarker.